# Tempo medio fra i guasti
Il tempo medio fra i guasti (in inglese mean time between failures,  spesso abbreviato in MTBF), è un parametro di affidabilità applicabile a dispositivi meccanici, elettrici ed elettronici e ad applicazioni software.

## Descrizione
Il MTBF è il valore medio tra un guasto ed il successivo; la sua misura ha importanza in moltissimi ambiti; ad esempio:
- la valutazione della vita media di un dispositivo elettronico, o di un componente meccanico, nell'ambito della progettazione
- la valutazione del tempo di attesa in coda di un semilavorato, se il guasto è riferito ad una macchina utensile in un processo di produzione industriale

Per MTBF (Mean Time Between Failures) si intende la somma di due tempi: MTTF (Mean Time To Failure) e MTTR (Mean Time To Repair).
{\displaystyle MTBF=\ MTTF+MTTR}
Supponendo che al tempo t1 si manifesti il primo guasto ci vorrà un tempo t=MTTR affinché avvenga la riparazione ed un ulteriore tempo t=MTTF affinché si manifesti il secondo guasto al tempo t2, quindi:
MTBF = t2 - t1 = MTTR + MTTF
{\displaystyle {\text{Mean time between failures}}={\text{MTBF}}={\frac {\Sigma {({\text{downtime.n+1}}-{\text{downtime.n}})}}{\text{number of failures}}}}
In generale MTTF è definito come il valore atteso della funzione di distribuzione statistica dei guasti.
{\displaystyle MTTF=E(\tau )=\int _{0}^{\tau }tf(t)\,dt}
Nel caso in cui la distribuzione dei guasti sia di tipo esponenziale come la variabile casuale esponenziale negativa, ossia è caratterizzata da tasso di guasto {\displaystyle \lambda } costante nel tempo, allora in termini matematici il MTTF è semplicemente il reciproco del tasso di guasto
{\displaystyle MTTF=\int _{0}^{+\infty }e^{-\lambda t}dt={\frac {1}{\lambda }}}
Analogamente MTTR è definito come il valore atteso della funzione di distribuzione statistica delle durate di riparazione.
{\displaystyle MTTR=E(\tau )=\int _{0}^{\tau }tfr(t)\,dt}
Si può confondere MTBF con MTTF solo quando il MTTR è trascurabile rispetto al MTTF. Questa circostanza è riscontrabile solo in presenza di sistemi altamente affidabili, quindi con MTTF molto elevato, o di sistemi riparabili rapidamente.

### Testi di carattere interdisciplinare
- S.B. Blanchard, Design and Manage to Life Cycle Cost, Forest Grove, Weber System, 1978.
- S.B. Blanchard, Logistics Engineering and Management, 4ª ed., Englewood Cliffs, New Jersey, Prentice-Hall, Inc., 1992.
- S.B. Blanchard, Maintainability: A Key to Effective Serviceability and Maintenance Management, New York, John Wiley & Sons Inc., 1995.
- E. Cescon, M. Sartor, La Failure Mode and Effect Analysis (FMEA), Milano, Il Sole 24 ore, 2010, ISBN 978-88-6345-130-6.
- R. Denney, Succeeding with Use Cases: Working Smart to Deliver Quality, Addison-Wesley Professional Publishing, 2005.
- C.E. Ebeling, An Introduction to Reliability and Maintainability Engineering, Boston, McGraw-Hill Companies, Inc., 1997.
- K.C. Kapur, L.R. Lamberson, Reliability in Engineering Design, New York, John Wiley & Sons, 1977.
- L. Leemis, Reliability: Probabilistic Models and Statistical Methods, Prentice-Hall, 1995, ISBN 0-13-720517-1.
- P. D. T. O'Connor, Practical Reliability Engineering, 4ª ed., New York, John Wiley & Sons, 2002.
- J.D. Patton, Maintanability and Maintenance Management, North Carolina, Instrument Society of America, Research Triangle Park, 1998.
- M. Broccoletti, Gli strumenti della Qualità, http://www.lulu.com, 2013.
- E. Grassani L'errore come causa di infortunio  2022  Editoriale Delfino Milano 2022, ISBN 978-88-31221-68-9

### Testi specifici per il campo dell'edilizia
- AA. VV., La qualità edilizia nel tempo, Milano, Hoepli, 2003.
- Bruno Daniotti, Durabilità e manutenzione in edilizia, Torino, UTET, 2012.
- Vittorio Manfron, Qualità e affidabilità in edilizia, Milano, Franco Angeli, 1995.
- UNI, UNI 11156-1, Valutazione della durabilità dei componenti edilizi. Terminologia e definizione dei parametri di valutazione, 2006.
- UNI, UNI 11156-2, Valutazione della durabilità dei componenti edilizi. Metodo per la propensione all’affidabilità, 2006.
- UNI, UNI 11156-3, Valutazione della durabilità dei componenti edilizi. Metodo per la valutazione della durata (vita utile), 2006.